# Apetit
Apetitul (din latină appetitus — dorință, tendință) este senzația necesității de alimentare, cât și mecanismul fiziologic răspunzător de aprovizionarea organismului cu hrană.
Pofta este o dorință exagerată, patimă, impuls sexual, de a face sau a obține un lucru mult dorit. Sinonime: plăcere, apetit, gust, dorință, rîvnă, lăcomie.
Apetitul este strâns legat de activitatea aparatului digestiv, în particular de sectoarele acestuia situate în hipotalamus și în scoarța emisferelor cerebrale. Apetitul este determinat de informațiile pe care le primește aparatul digestiv despre aprovizionarea cu hrană și digestia ei și despre utilizarea rezervelor de hrană ale organismului. Apetitul previne irosirea completă a rezervelor de hrană, de aceea stimulii care îl provoacă își pot modifica semnalele în funcție de schimbările în regimul alimentar al organismului. Intensitatea apetitului este influențată de nivelul în sânge a substanțelor metabolice, nivelul de asimilare a lor de către celule, cantitatea de apă în țesuturi, situația rezervelor de grăsime, contracțiile stomacului gol, scăderea temperaturii corpului, cât și o serie de factori externi, cum ar fi aspectul estetic al bucatelor, mirosul, ambianța plăcută etc. Inhibarea apetitului are loc în timpul alimentării, când pereții stomacului se dilată, mâncarea este digerată, iar substanțele utile sunt absorbite în sânge.
Se deosebește apetit general (dorința de a mânca orice) și apetit specific, când organismul simte nevoia de anumite substanțe, cum ar fi proteinele, glucidele, lipidele, substanțe minerale, vitamine. Pe lângă funcția de a preveni irosirea rezervelor de hrană, apetitul pregătește sistemul digestiv de lucru, provocând secreția de salivă și suc gastric.
Un apetit normal vorbește despre o stare fizică și psihică bună a corpului. Un apetit prea scăzut (anorexie) sau prea ridicat (bulimie) indică probleme de sănătate, cum ar fi tumori cerebrale, dereglări psihice, dereglări ale aparatului digestiv, avitaminoze, boli endocrine.
Un factor important care provoacă apetitul îl constituie nivelul zahărului în sânge. Schimbările drastice ale nivelului zahărului în sânge sunt caracteristice utilizatorilor de fast-food. În timpul digerării acestui tip de alimente, nivelul zahărului crește de 2–3 ori, fenomen pe care organismul îl interpretează ca fiind periculos și purcede de urgență la transformarea zahărului în grăsimi. În consecință, nivelul zahărului scade brusc, fenomen care provoacă un semnal puternic de foame.

## Modificări cantitative de creștere a apetitului la mamifere
- Hiperorexia reprezintă exagerarea apetitului sau a poftei de mancare. Această tulburare se poate manifesta sub formă de:
- Polifagie sau hiperfagie constă în faptul că individul consumă cantități impresionante de alimente.
- Polidipsia constă într-o sete excesivă, un consum exagerat de apă.
- Bulimia constă într-un apetit exagerat, nestăpânit, determinat de cauze patologice cum ar fii: leziuni ale lobului frontal, în tumori hipotalamice, în helmintoze, în enterite cronice, în insuficiență pancreatică acută. Deși consumul de alimente este exagerat, starea de întreținere a omului este rea, iar senzația de foame persistă.
- Tahifagia sau lăcomia se manifestă printr–un consum rapid de alimente însoțit de o insuficientă masticație a acestora.

## Modificări calitative de creștere a apetitului la mamifere
- Parorexia, alotriofagia, epitimia sau pica reprezintă tendința de a consuma alimente ce nu intră în mod normal în alimentația speciei respective sau de a consuma substanțe necomestibile cum ar fii: pământ, fecale, nisip.
- Tot în cadrul acestor tulburări intră și paradipsia sau pervertirea setei care se produce concomitent cu ceea a apetitului pentru alimente.
- Consumul de substanțe necomestibile, parorexia sau pica, poartă denumirea specifică a substanței.
- Consumul de fecale se numește coprofagie sau scatofagie, consumul de pamânt se numește geofagie, consumul de lemn se numește xilofagie iar consumul de aer se numește aerofagie.
- Sindromul de pică - poate avea drept cauze rațiile neechilibrate, tulburări de absorbție, carențe alimentare, parazitism, organopatii, tulburări nervoase.

Atunci când fenomenul de pică constă în ciugulirea sau ingerarea unor țesuturi sau organe de la animale cu care conviețuiesc tulburarea poartă numele de canibalism, frecvent întâlnit la suine și păsări.
- Plumofagie (ingerarea de pene)
- Malofagie (ingerarea de lână-Lanofagie)
- Tricofagie (ingerarea de păr)
- Lichomanie (mania de a linge păr sau de a suge smocuri de păr)
- Omiofagie (ingerarea smocurilor de păr, ongloane)

Canibalismul propriu–zis se manifestă ca:
- Condofagie (consumul cozii)
- Placentofagie (consumul de placentă)
- Fetofagia (consumul nou - născuțiilor)
- Ovofagia (consumul de ouă)
- Ciugulirea crestei sau bărbiței (la păsări)